# Seznam kulturních památek v Černovicích (okres Pelhřimov)
Tento seznam nemovitých kulturních památek ve městě Černovice v okrese Pelhřimov vychází z  Ústředního seznamu kulturních památek ČR, který na základě zákona č. 20/1987 Sb., o státní památkové péči, vede Národní památkový ústav jako ústřední organizace státní památkové péče. Údaje jsou průběžně upřesňovány, přesto mohou obsahovat i řadu věcných a formálních chyb a nepřesností či být neaktuální. 
Pokud byly některé části dotčeného území vyčleněny do samostatných seznamů, měly by být odkazy na tyto dílčí seznamy uvedeny v úvodu tohoto seznamu nebo v úvodu příslušné sekce seznamu.

## Černovice
|  | Kategorie „Zámek Černovice (Pelhřimov District) “ na Wikimedia Commons | Hledat fotografie a kategorie ve Wikimedia Commons podle rejstříkového čísla památky | Nahrát snímek k tomuto tématu do úložiště Wikimedia Commons |  |

|  |  | Hledat fotografie a kategorie ve Wikimedia Commons podle rejstříkového čísla památky | Nahrát snímek k tomuto tématu do úložiště Wikimedia Commons |  |

|  | Kategorie „Church of the Exaltation of the Holy Cross (Černovice) “ na Wikimedia Commons | Hledat fotografie a kategorie ve Wikimedia Commons podle rejstříkového čísla památky | Nahrát snímek k tomuto tématu do úložiště Wikimedia Commons |  |

|  | Kategorie „Maria column in Černovice (Pelhřimov District) “ na Wikimedia Commons | Hledat fotografie a kategorie ve Wikimedia Commons podle rejstříkového čísla památky | Nahrát snímek k tomuto tématu do úložiště Wikimedia Commons |  |

|  | Kategorie „Statues of saint Johan Nepomuk and saint Václav (Černovice) “ na Wikimedia Commons | Hledat fotografie a kategorie ve Wikimedia Commons podle rejstříkového čísla památky | Nahrát snímek k tomuto tématu do úložiště Wikimedia Commons |  |

|  | Kategorie „Jewish cemetery in Černovice “ na Wikimedia Commons | Hledat fotografie a kategorie ve Wikimedia Commons podle rejstříkového čísla památky | Nahrát snímek k tomuto tématu do úložiště Wikimedia Commons |  |

## Dobešov
| Památka                            | Fotografie                                                                     | Rejstříkové číslo v ÚSKP                                                             | Sídelní útvar                                               | Poloha                                              | Popis a poznámky |
| ---------------------------------- | ------------------------------------------------------------------------------ | ------------------------------------------------------------------------------------ | ----------------------------------------------------------- | --------------------------------------------------- | --- |
| Kostel svatého Martina (Q27492972) | \| \| \| \| \| \|                                                              | 20691/3-2992 Pam. katalog MIS                                                        | Dobešov                                                     | st. 7/1, 7/2 49°21′37,31″ s. š., 14°57′40,28″ v. d. | Kaple sv. Martina (kostel svatého Martina a Tobiáše?). Gotický kostel byl postavený v 1. čtvrtině 14. století. Koncem 16. století byla ke kostelu přistavěná renesanční sakristie. Po ukončení třicetileté války byla duchovní správa byla převedená na kostel v nedalekých Černovicích, od roku 1700 je zmiňován jen jako kaple, jež vznikla z presbytáře kostela přezděním lodi ve vítězném oblouku a prolomením vlastního vstupu. V 18. století byla stavba barokně přestavěna. Po zrušení kostela vznikla přezděním lodi ve vítězném oblouku samostatná kaple sv. Martina vytvořená z původního kněžiště. Původní loď kostela byla později upravená na sýpku s byty. Zchátralá kaple byla roku 1813 zrušena a roku 1821 odsvěcena, roku 1861 však byla funkce kaple obnovena. Do snížené kostelní lodi bylo v cca 2. polovině 19. století vloženo další patro, v původní lodi byly zřízeny dva byty, chlév a v patře sýpka. Při jihovýchodním průčelí byl přistavěný suchý záchod a do chodby byla přivedena voda. Bydlelo se zde až do roku 1980, po roce 1995 byla snesená stodola, navazující na původní západní průčelí kostelní lodi. Původní kostel je orientovaná stavba s obdélnou lodí a takřka čtvercovým presbytářem, k němuž přiléhá na severní straně drobná sakristie, zasahující svým jihozápadním rohem do obvodového zdiva lodi. K západní straně kostelní lodi v minulosti přiléhala stodola, po které se dochoval otisk na průčelí. Vyšší presbytář (dnešní kaple) je krytý sedlovou střechou, završenou čtvercovou zvonicí s jehlancovou stříškou. Nižší navazující kostelní loď je kryta sedlovou střechou. Sakristie je kryta novodobě opravenou pultovou zvalbenou střechou. Z dochovaných otisků na průčelí je zřejmé, že střecha měla v minulosti jiný tvar i obrys. · Poznámka: Na loď kostela byla památková ochrana rozšířena s účinností od 19. 12. 2012. · Památkově chráněno od roku 1963. |
|                                    | Kategorie „Church of Saints Martin and Tobias (Dobešov) “ na Wikimedia Commons | Hledat fotografie a kategorie ve Wikimedia Commons podle rejstříkového čísla památky | Nahrát snímek k tomuto tématu do úložiště Wikimedia Commons |                                                     | |

## Střítež
| Památka                         | Fotografie        | Rejstříkové číslo v ÚSKP                                                             | Sídelní útvar                                               | Poloha                                                         | Popis a poznámky |
| ------------------------------- | ----------------- | ------------------------------------------------------------------------------------ | ----------------------------------------------------------- | -------------------------------------------------------------- | --- |
| Výklenková kaplička (Q38135914) | \| \| \| \| \| \| | 15109/3-3298 Pam. katalog MIS                                                        | Střítež                                                     | směr Svidník, pp. 490/1 49°23′17,82″ s. š., 14°56′55,27″ v. d. | Prostá zděná výklenková kaplička přechodového typu božích muk. Hranolový omítaný objekt zastřešený sedlovou střechou je prolomen segmentově zaklenutou nikou uzavřenou mříží. · Památkově chráněno od roku 1963. |
|                                 |                   | Hledat fotografie a kategorie ve Wikimedia Commons podle rejstříkového čísla památky | Nahrát snímek k tomuto tématu do úložiště Wikimedia Commons |                                                                | |

## Svatava
| Památka                           | Fotografie        | Rejstříkové číslo v ÚSKP                                                             | Sídelní útvar                                               | Poloha                                                           | Popis a poznámky |
| --------------------------------- | ----------------- | ------------------------------------------------------------------------------------ | ----------------------------------------------------------- | ---------------------------------------------------------------- | --- |
| Kaplička svatého Jana (Q38141040) | \| \| \| \| \| \| | 36945/3-2976 Pam. katalog MIS                                                        | Svatava                                                     | Svatava 73, náves, st. 13 49°22′26,21″ s. š., 14°59′35,91″ v. d. | Drobná barokní zděná kaple čtvercového půdorysu se zaoblenými rohy je zastřešena cibulovou bání přecházející v polygonální lucernu rovněž s cibulovitým zastřešením. · Poznámka: V MonumNetu a na evidenčním listu nebylo uvedeno zasvěcení, v Památkovém katalogu není upřesněno ani vysvětleno. · Památkově chráněno od roku 1963. |
|                                   |                   | Hledat fotografie a kategorie ve Wikimedia Commons podle rejstříkového čísla památky | Nahrát snímek k tomuto tématu do úložiště Wikimedia Commons |                                                                  | |